# Jan Jacobsen
Jan Jacobsen, född 5 mars 1963, är en dansk bågskytt. Han deltog vid olympiska sommarspelen 1988.